# 沙窟遗址
沙窟遗址，位于山西省长治市壶关县黄山乡沙窟村西，是中华人民共和国山西省文物保护单位之一。
1996年1月12日，授予山西省文物保护单位，是一座古遗址。